# Miridiba sus
Miridiba sus är en skalbaggsart som beskrevs av Moser 1912. Miridiba sus ingår i släktet Miridiba och familjen Melolonthidae. Inga underarter finns listade i Catalogue of Life.